# Nieuwpoort (België)
Nieuwpoort is een stad en badplaats aan de Belgische Kust. Nieuwpoort zelf bestaat eigenlijk uit twee delen, Nieuwpoort-Stad en Nieuwpoort-Bad. Daarnaast behoren tot de gemeente ook de dorpjes Sint-Joris en Ramskapelle. De stad telt ruim 11.000 inwoners.
In Nieuwpoort mondt de rivier de IJzer via de Ganzepoot (zie Bezienswaardigheden) uit in de Noordzee.

## Toponymie

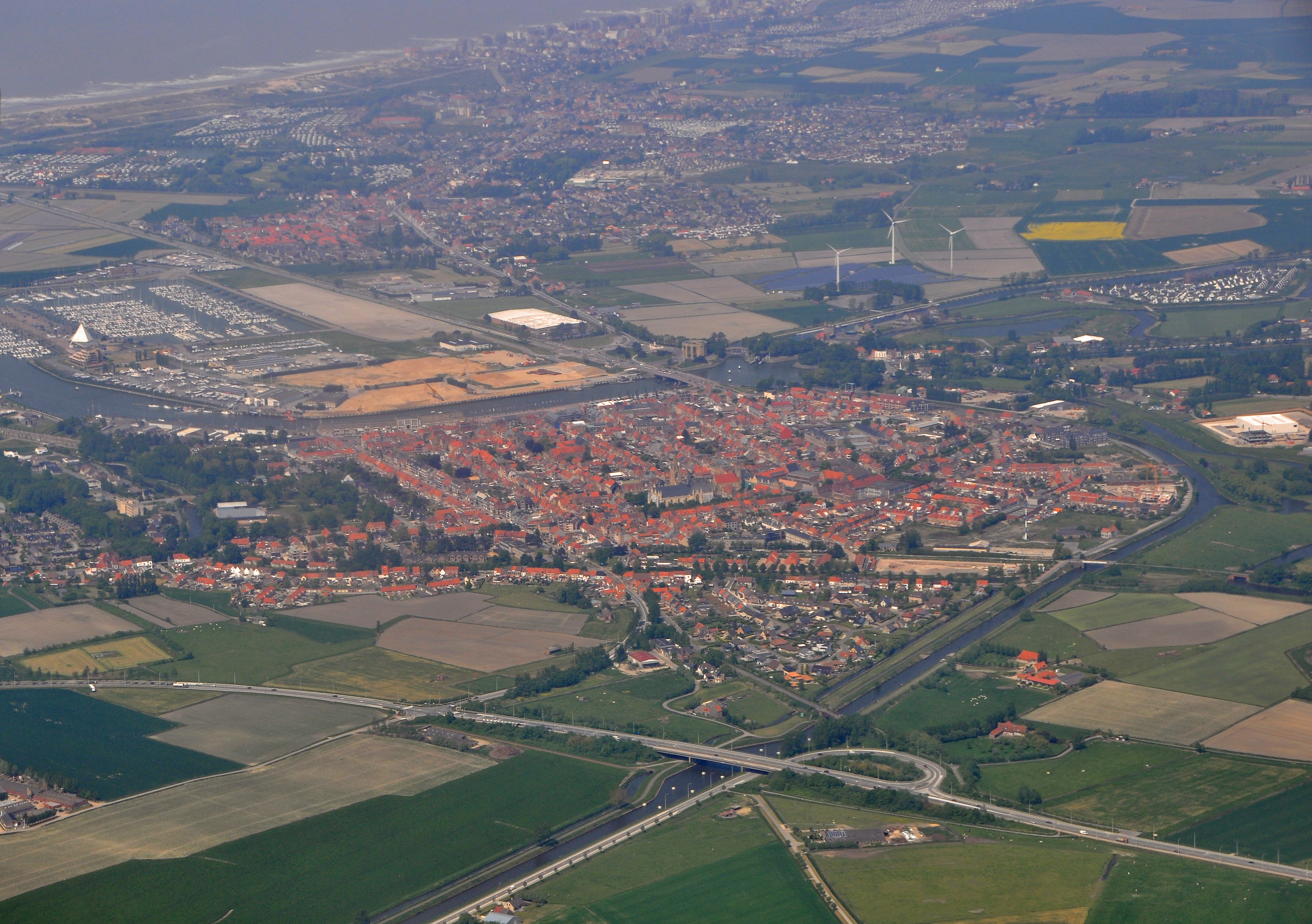
Nieuwpoort vanuit het zuidwesten gezien

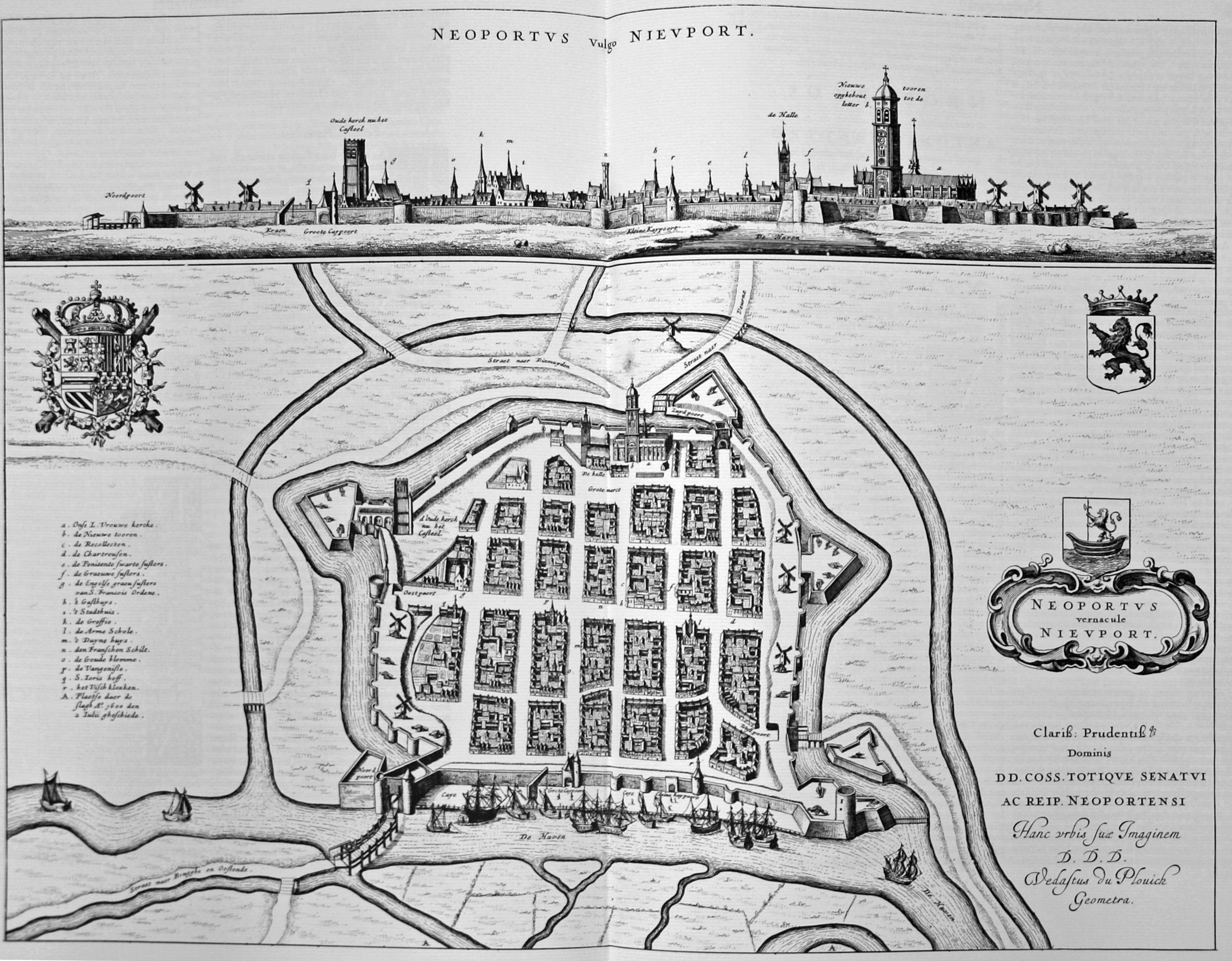
Nieuwpoort in 1641 in Flandria Illustrata van Antoon Sanders
Opgelet, het noorden ligt onderaan

Isera Portus, de eerste naam voor Nieuwpoort dook in 1150 in geschriften op. Later sprak men van Neo Portus en Novum Oppidum. Novus Portus (Nieuwpoort) is de benaming die het ten slotte haalde. Nieuwpoort ("de nieuwe haven") is zo benoemd in tegenstelling met de oude haven, namelijk Lombardsijde ("waar de Lombarden, dat wil zeggen de inpandnemers, leven"), die reeds sinds voor 1115 op het eiland Testerep aan de  overkant van de IJzergeul bestond.

## Geschiedenis
De kuststreek onderging in de loop der eeuwen de invloed van de drie Duinkerke-transgressies die het landschap drastisch veranderden.

### Middeleeuwen
Filips van de Elzas verleende de nederzetting in 1163 een stichtingskeure die haar rechten en verplichtingen op sociaal, economisch, financieel en politiek vlak vastlegde. Nieuwpoort behoort hiermee tot de reeks van de havensteden die door de Vlaamse graven Diederik van de Elzas en Filips van de Elzas ter bevordering van het economische leven langs de Noordzeekust gesticht werden. Andere steden die tot deze reeks behoren zijn Grevelingen, Mardijk, Duinkerke, Damme en Biervliet. In de 13e en 14e eeuw kreeg Nieuwpoort te maken met plunderaars uit Frankrijk (1213 en 1299) en Gent (1383).
In 1489 vielen Bruggelingen, Fransen en Gentenaars de stad aan. Jan Turpin, toenmalig burgemeester van de stad, riep de hulp in van de Nieuwpoortse vrouwen die volgens een plaatselijk kroniekschrijver soo cloeckelijkcke vochten als Amazones. Als dank voor de overwinning maakten de Nieuwpoortenaars wellicht hun eerste reus (toen nog Stadreus of simpelweg Reus genoemd). Eeuwen later, bij het bouwen van een nieuwe reus in 1926, greep de plaatselijke reuzengilde terug naar deze strijd en bouwde de reus 'Jan Turpin'.

### 17e en 18e eeuw

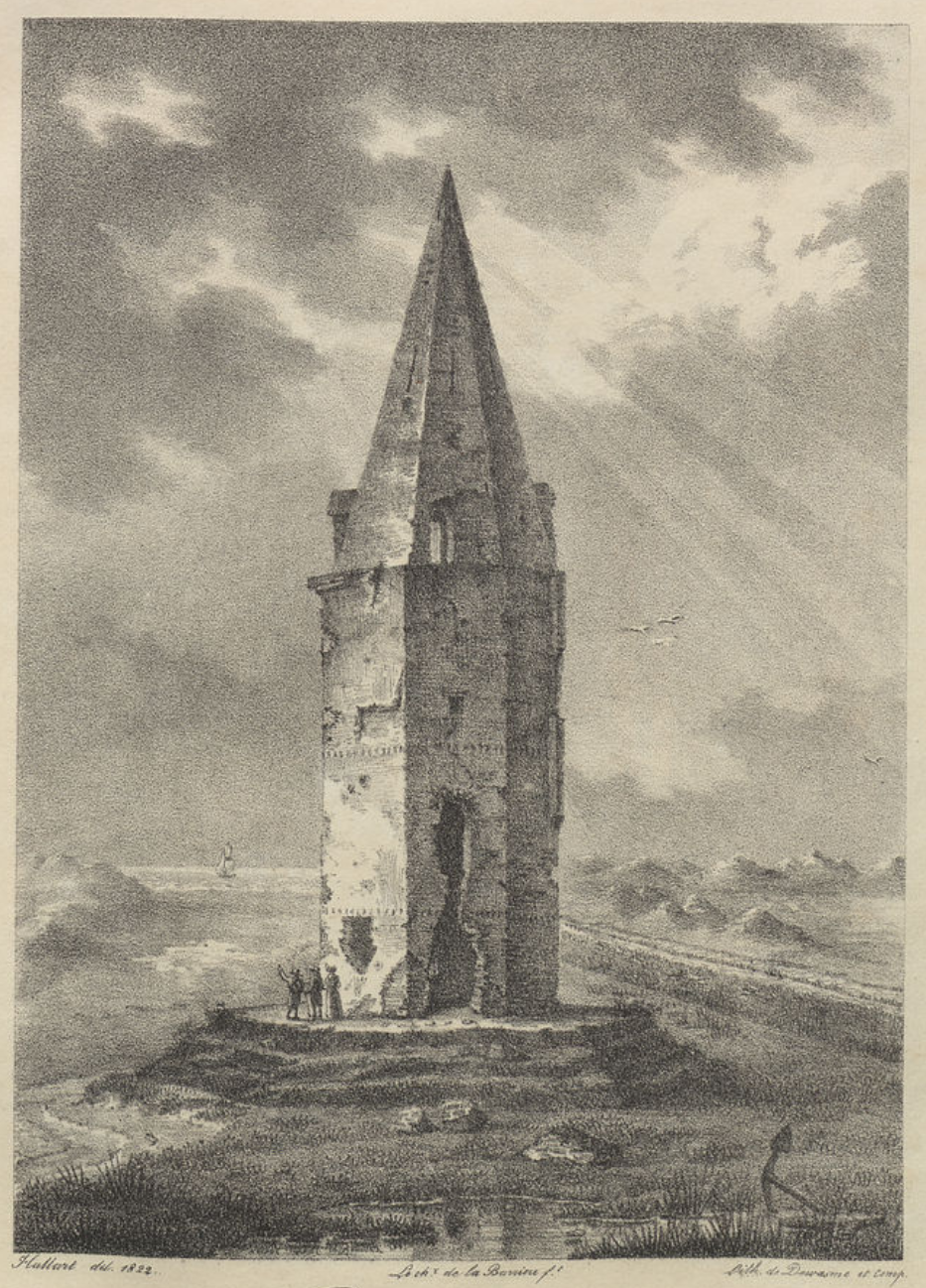
De oude vuurtoren

Aan het einde van de 16e en begin van de zeventiende eeuw, zijn er verschillende heksenprocessen in Nieuwpoort. Van de 31 beschuldigde burgers (bijna allemaal afkomstig uit Nieuwpoort), vonden er uiteindelijk 18 mensen de dood op de brandstapel. In 2012 werden de slachtoffers met een officiële herdenkingsplaque gerehabiliteerd.
Nieuwpoort is vooral bekend door de Slag bij Nieuwpoort in 1600 tussen de Republiek en de Spaanse legers. In de 17e en 18e eeuw kregen de inwoners vijf keer met de Fransen te maken (1647, 1658, 1745, 1793 en 1794). Van 1711 tot 1714 schoven ze Maximiliaan II Emanuel van Beieren naar voren als soevereine vorst van de Zuidelijke Nederlanden. Maar vermits het grootste deel daarvan in handen was van de Grote Alliantie, bleef zijn gezag in Vlaanderen beperkt tot Nieuwpoort en Diksmuide. Na de machtsoverdracht aan de Oostenrijkse Habsburgers kwam kwam Peter de Grote in 1717 op bezoek. In de late 17e eeuw en eerste helft van de 18e eeuw was de stad een van de vestingsteden die deel uitmaakten van de Nederlandse vestingbarrière in de Zuidelijke Nederlanden.
Op de Ferrariskaarten uit de jaren 1770 is Nieuwpoort te zien als Nieuport. Het was een klein stadje, volledig omringd door een stadsmuur en een grote slotgracht. Het stratenpatroon was ordelijk opgebouwd uit rechthoekige blokken. In de noordwestelijke en zuidoostelijke hoek van de stad bevonden zich boomgaarden. Bijna achter alle rijhuizen waren er moestuinen, in het westen was er een houten windmolen, en de kerk was helemaal in het zuiden. Plaats voor uitbreiding was er niet meer binnen de muren.

### 19e eeuw
In 1856 werden de beperkingen van Nieuwpoort als garnizoensstad opgeheven. Van 1861-1866 werden de vestingwerken gesloopt. Hierdoor kon Nieuwpoort zich uitbreiden en kwam ook het kusttoerisme op gang, waardoor Nieuwpoort-Bad ontstond.
Het kusttoerisme kwam goed op gang na de aanleg van de spoorverbinding die Nieuwpoort-Bad met Brussel verbond. Op 15 augustus 1869 stoomde de eerste trein het station binnen, met koning Leopold II als passagier aan boord. In 1885 bereikte de eerste Belgische NMVB-streektramlijn, uit Oostende, Nieuwpoort-stad. In 1903 volgde verlenging naar Nieuwpoort-bad en Groenendijk, waarbij trein en tram tot aan bad samen reden met twee spoorbreedtes. In 1929 werd deze lijn geëlektrificeerd en verlengd naar De Panne. Uiteindelijk zou dit de huidige kusttramlijn worden. De stoomtram Nieuwpoort-Veurne via de dorpen (dus niet via de badplaatsen) werd door de bezetter opgeheven in 1941. In 1955 sloot de oorspronkelijke stoomtramlijn naar Oostende via de dorpen. Bij Nieuwpoort-stad reed deze over alle vijf de sluisbruggen.

### 20e eeuw

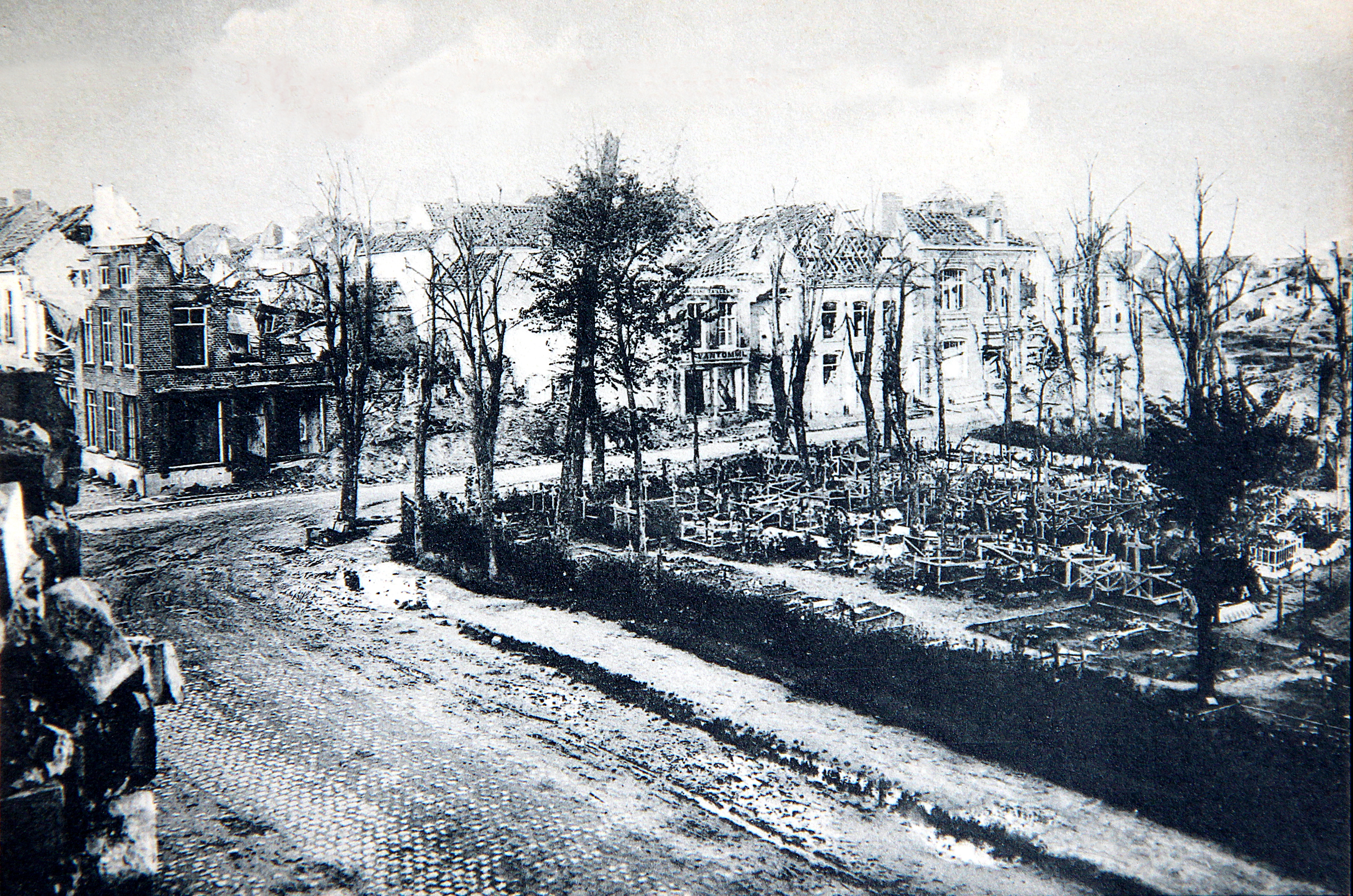
Verwoesting aangericht in de stad Nieuwpoort in november 1917.

Tijdens de Eerste Wereldoorlog bij de Slag om de IJzer raakte Nieuwpoort zwaar beschadigd. Het was een steunpunt voor de verdediging van het Belgisch leger dat zich kon handhaven na de inundatie van een gebied gelegen tussen de IJzer en de spoorwegbedding van de spoorweglijn Nieuwpoort-Diksmuide.
Een detachement van de Belgische genie, geholpen door schipper Hendrik Geeraert, opende in de nacht van 29 op 30 oktober 1914 de uitlaatsluizen van Veurne-Ambacht en zette zo het terrein ten zuidwesten van de IJzer onder water.
Een eerste poging tot inunderen, op 26 oktober aan de kleine, Spaanse sluis op de Oude Veurnevaart (ook Oud-Veurnesas of Kattesas genoemd), onder leiding van geniekapitein Robert Thys en met de hulp van Karel Cogge, had niet de verhoopte resultaten opgeleverd. De stad werd verwoest, maar niet ingenomen door de Duitsers.
In de Tweede Wereldoorlog werd de stad wel ingenomen door de Duitsers. Tussen 1940 en 1944 werd Nieuwpoort opnieuw zwaar beschadigd.
Na de Tweede Wereldoorlog werden de haven en het kusttoerisme te Nieuwpoort verder uitgebreid. Om dit te realiseren nam de stad in 1949 uitbreiding langs de IJzermonding via annexaties van gebieden ten koste van Lombardsijde, Westende en Ramskapelle. In het westen werd Nieuwpoort-Bad, dat volledig op het grondgebied van de gemeente Oostduinkerke lag, aangehecht. Het grondgebied van de stad verviervoudigde meteen in oppervlakte: van 2,05 km² naar 8,11 km².
Ondanks het kusttoerisme wordt de spoorlijn in 1952 gesloten voor reizigers. Het deel tussen bad en stad wordt in 1965 opgebroken.
In 1971 werden de gemeenten Ramskapelle en Sint-Joris volledig bij Nieuwpoort aangehecht samen met een gebiedsdeel van Westende zodat de oppervlakte nogmaals bijna verviervoudigde naar 29,67 km². In 1974 verdwijnen ook de goederentreinen.  In 1977 werd dan nog het gedeelte van Lombardsijde met het militaire kamp ten westen van de Kustlaan bij de stad Nieuwpoort gevoegd. In 1977 wordt de rest van spoorlijn 74 opgebroken. Een plan om er een museumtramlijn van te maken gaat niet door, en uiteindelijk wordt het grotendeels fietspad. De treindienst is vervangen door buslijn 74A, die tot minstens 2003 dit nummer houdt en tot Nieuwpoort-Bad doorrijdt. Daarna is het buslijn 41 geworden, en nog later werd deze lijn ingekort tot Nieuwpoort-Stad. Voor het resterende stuk dient men de Kusttram te nemen.

## Galerij

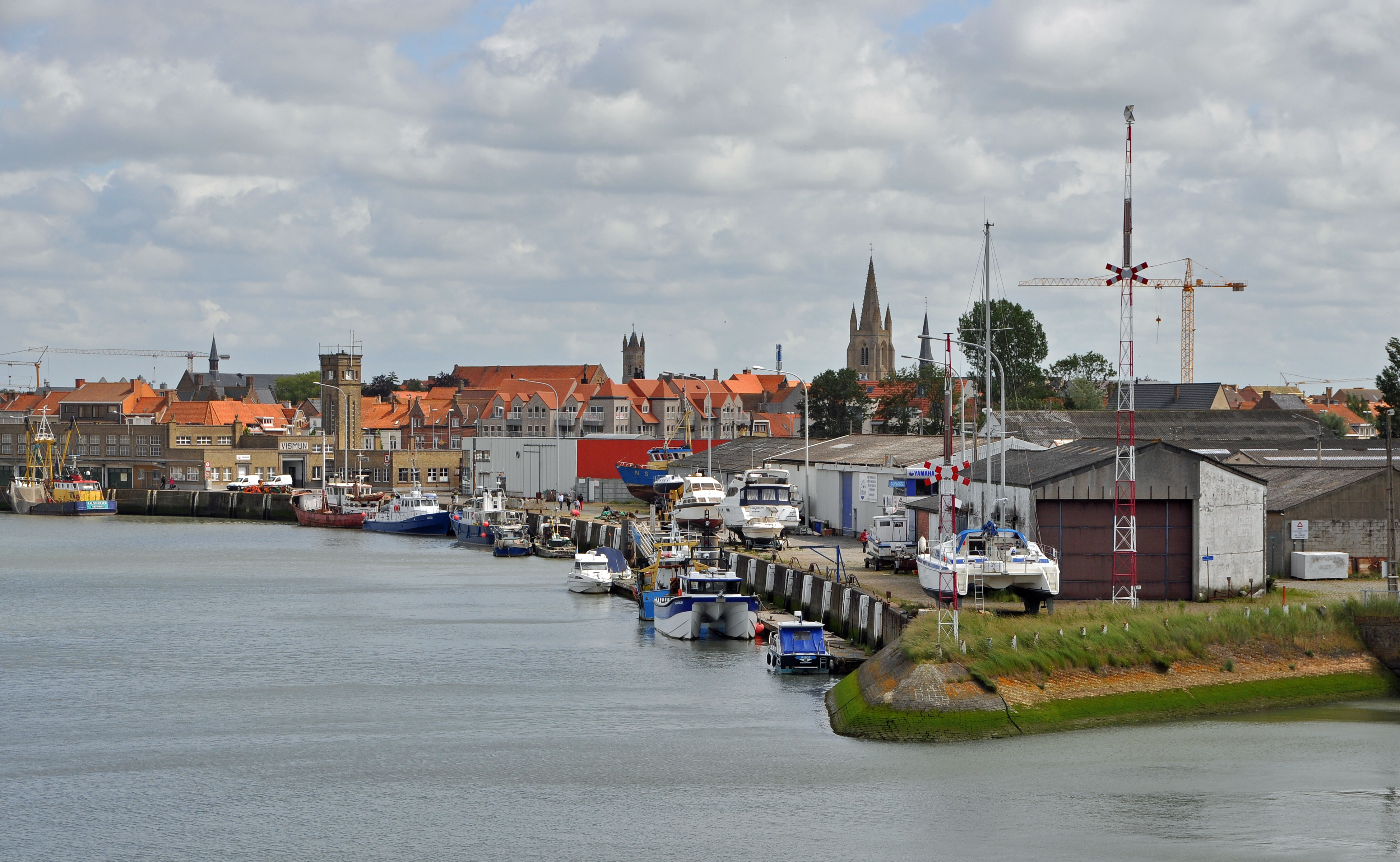
De IJzer in Nieuwpoort
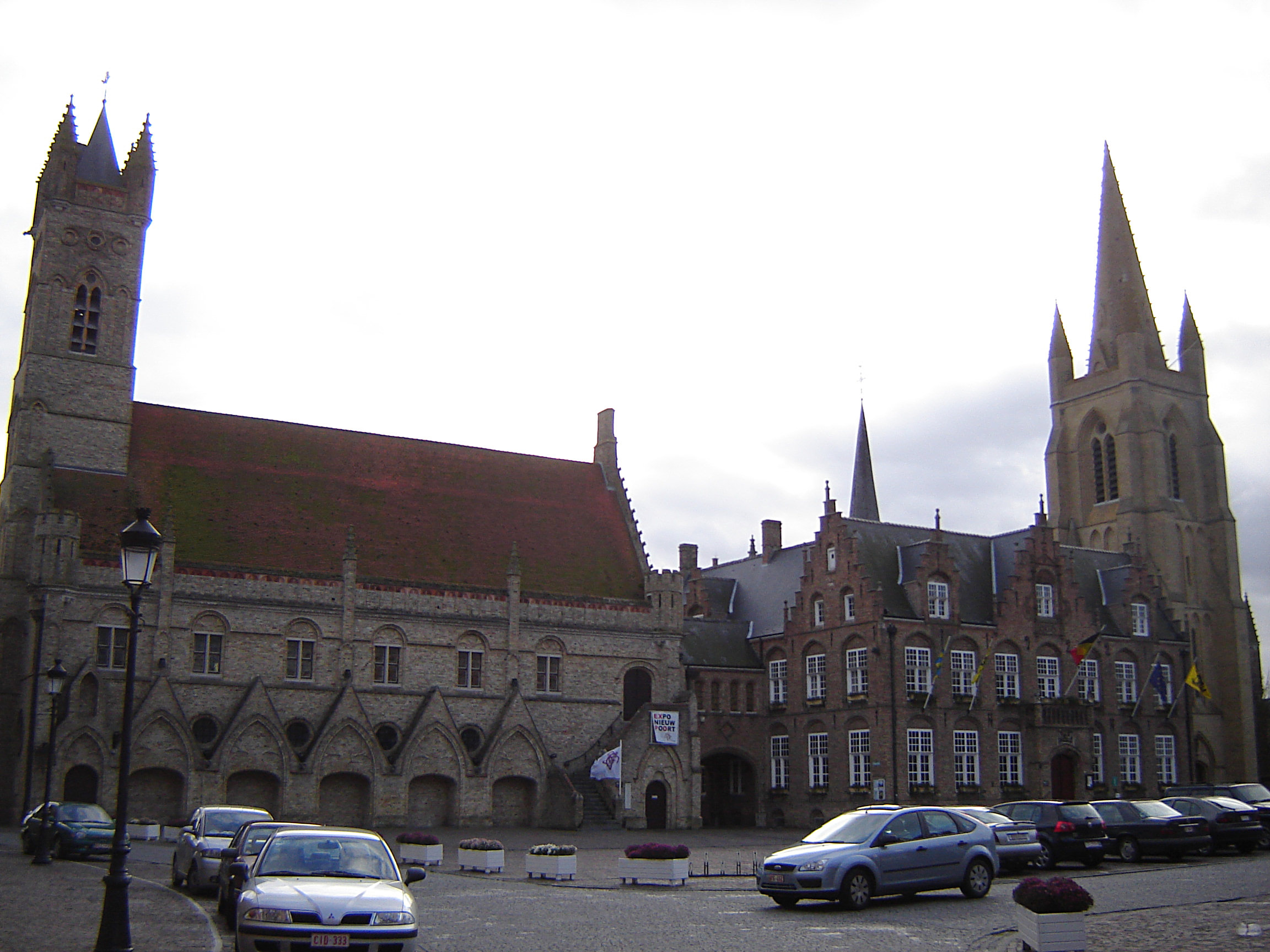
Marktplein, met belfort, halle, stadhuis en kerk
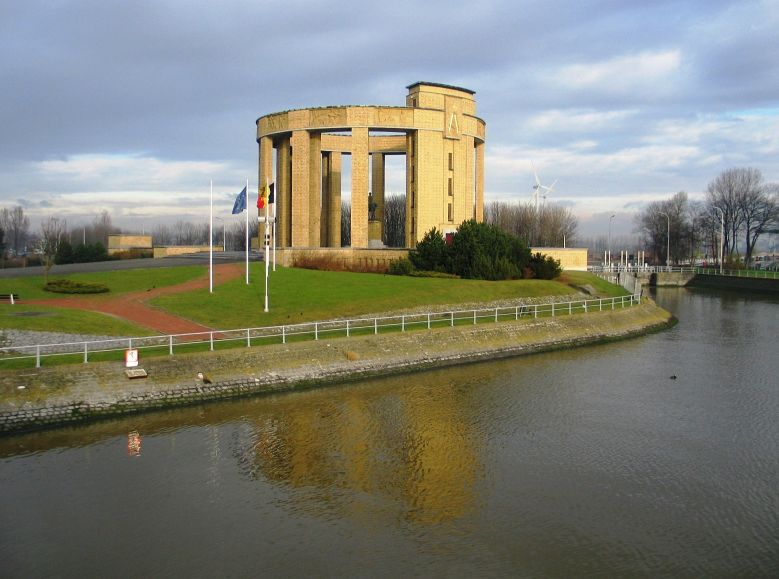
Koning Albert I-monument (27 december 2004)
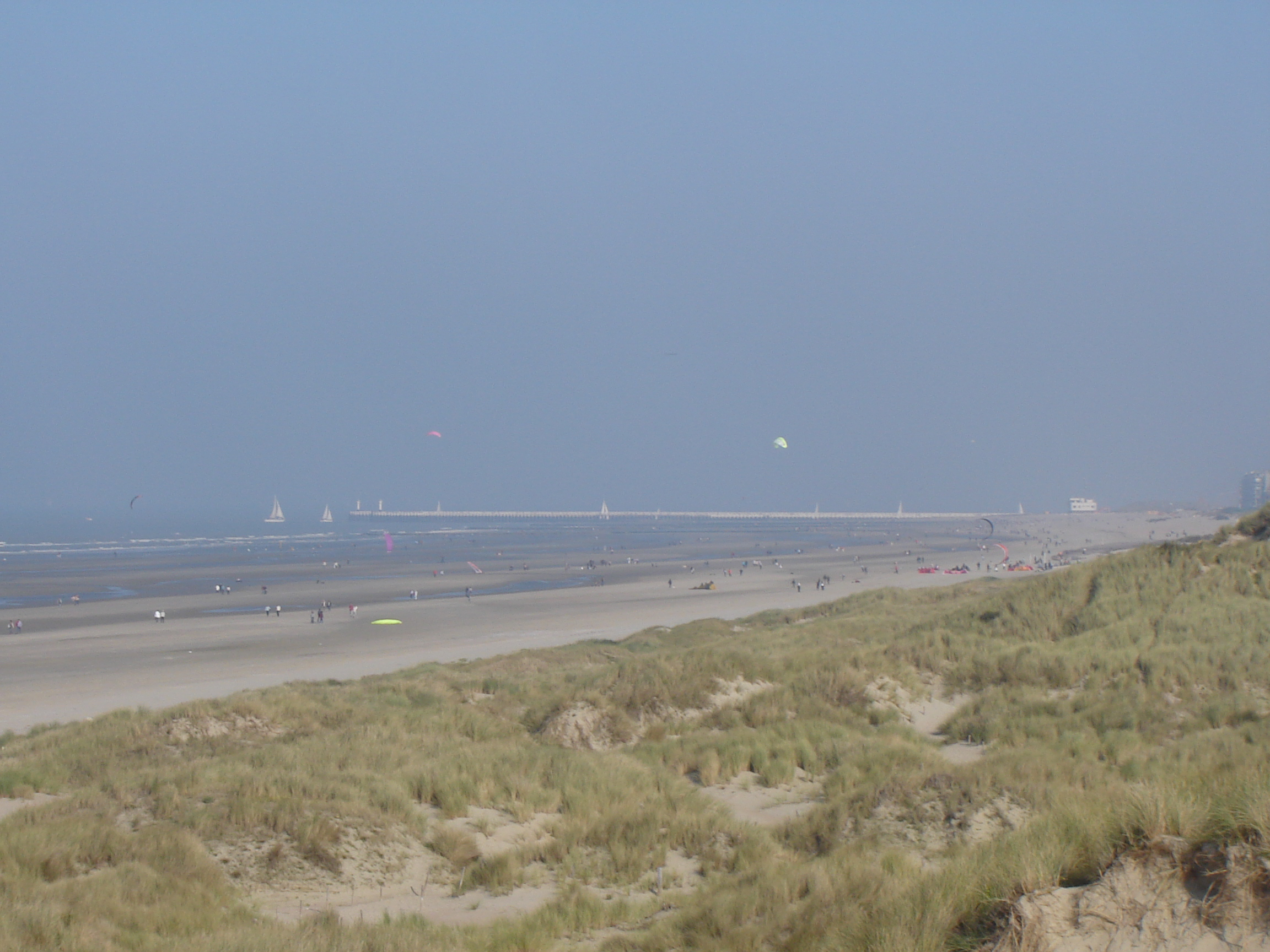
Strand en pier van Nieuwpoort, gezien vanaf de Zeebermduinen in Oostduinkerke
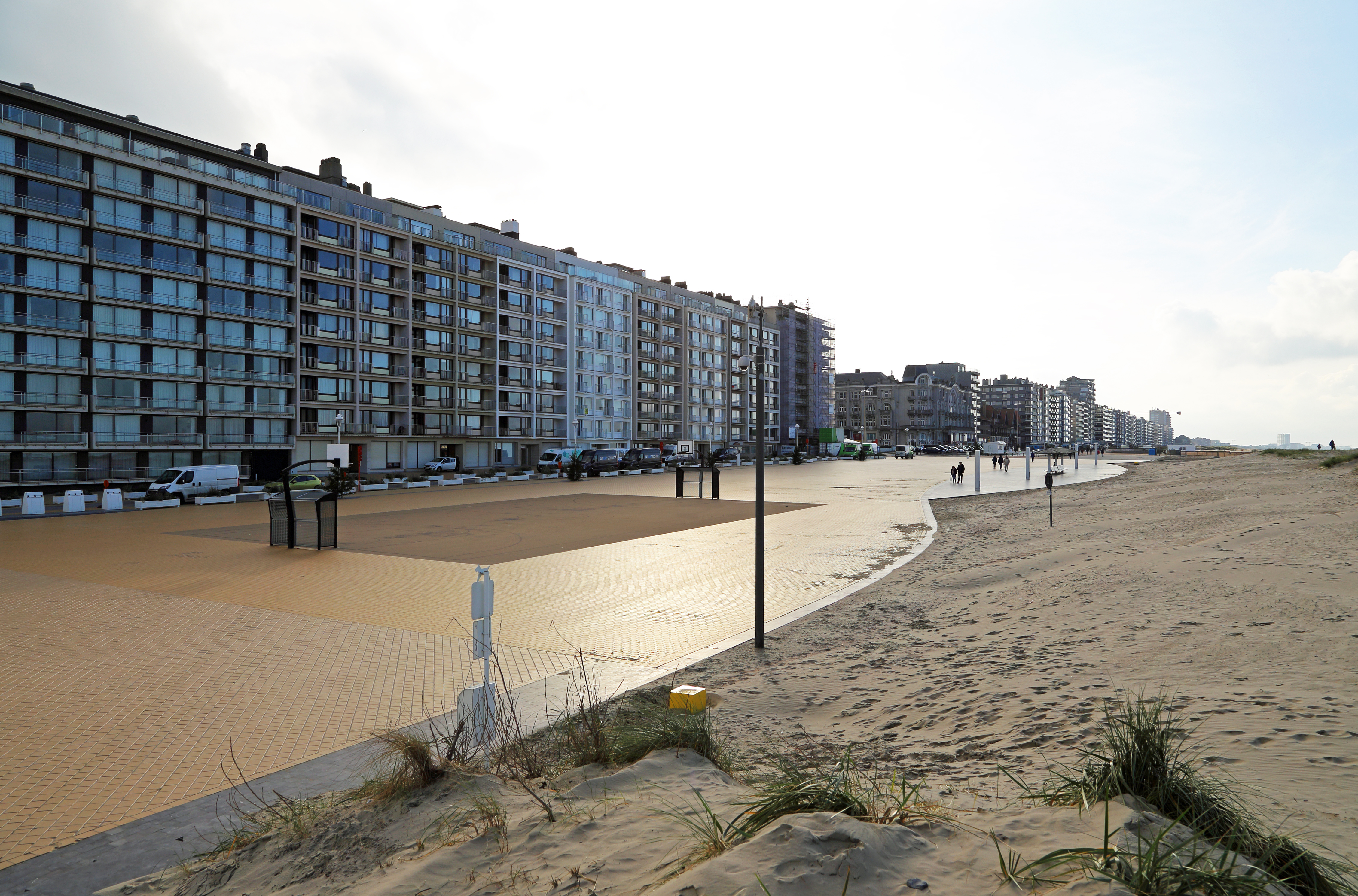
Nieuwpoort-Bad: Zeedijk
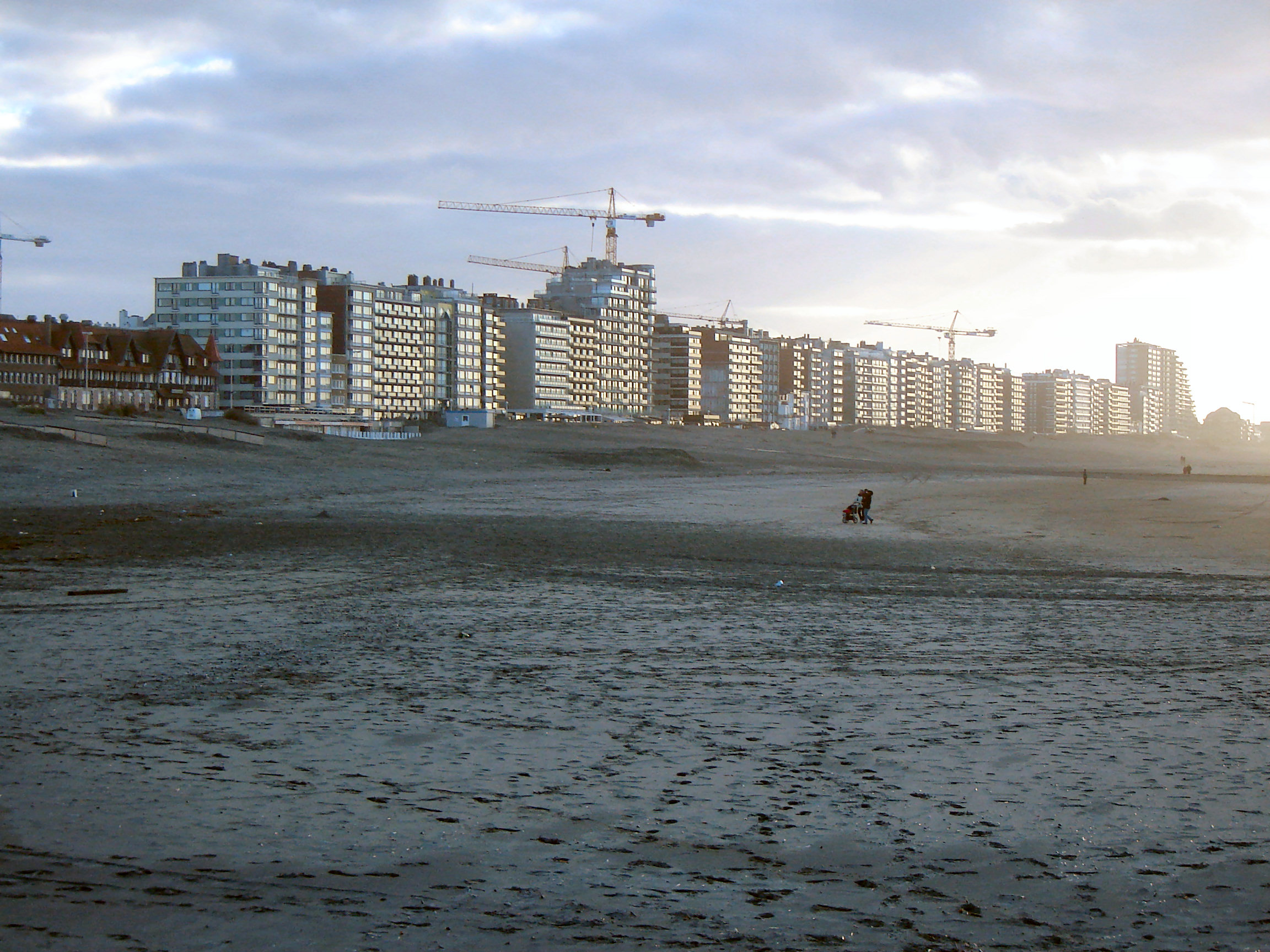
Nieuwpoort-Bad, vanaf de pier
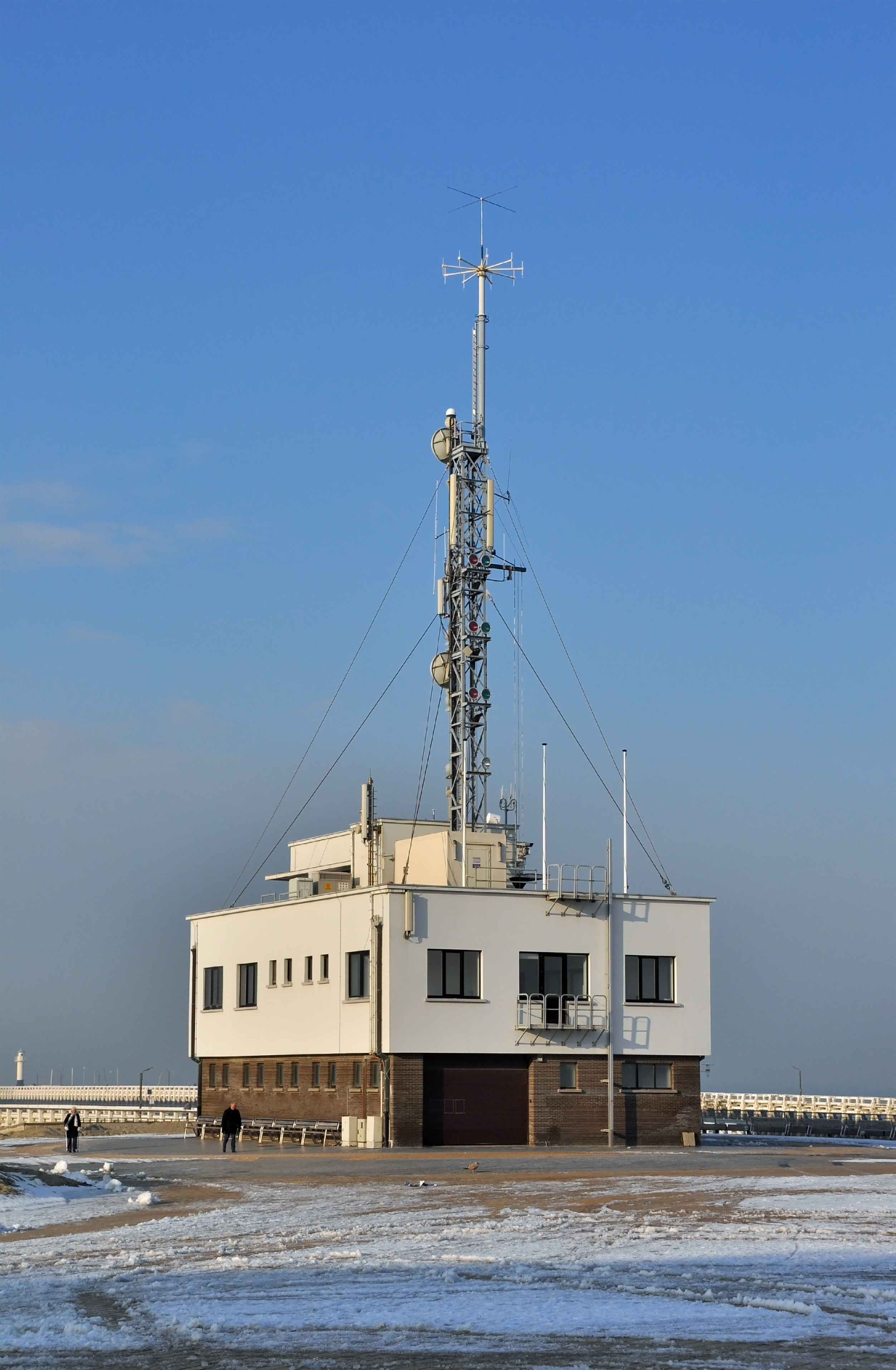
Het voormalig Loodswezengebouw in Nieuwpoort-Bad
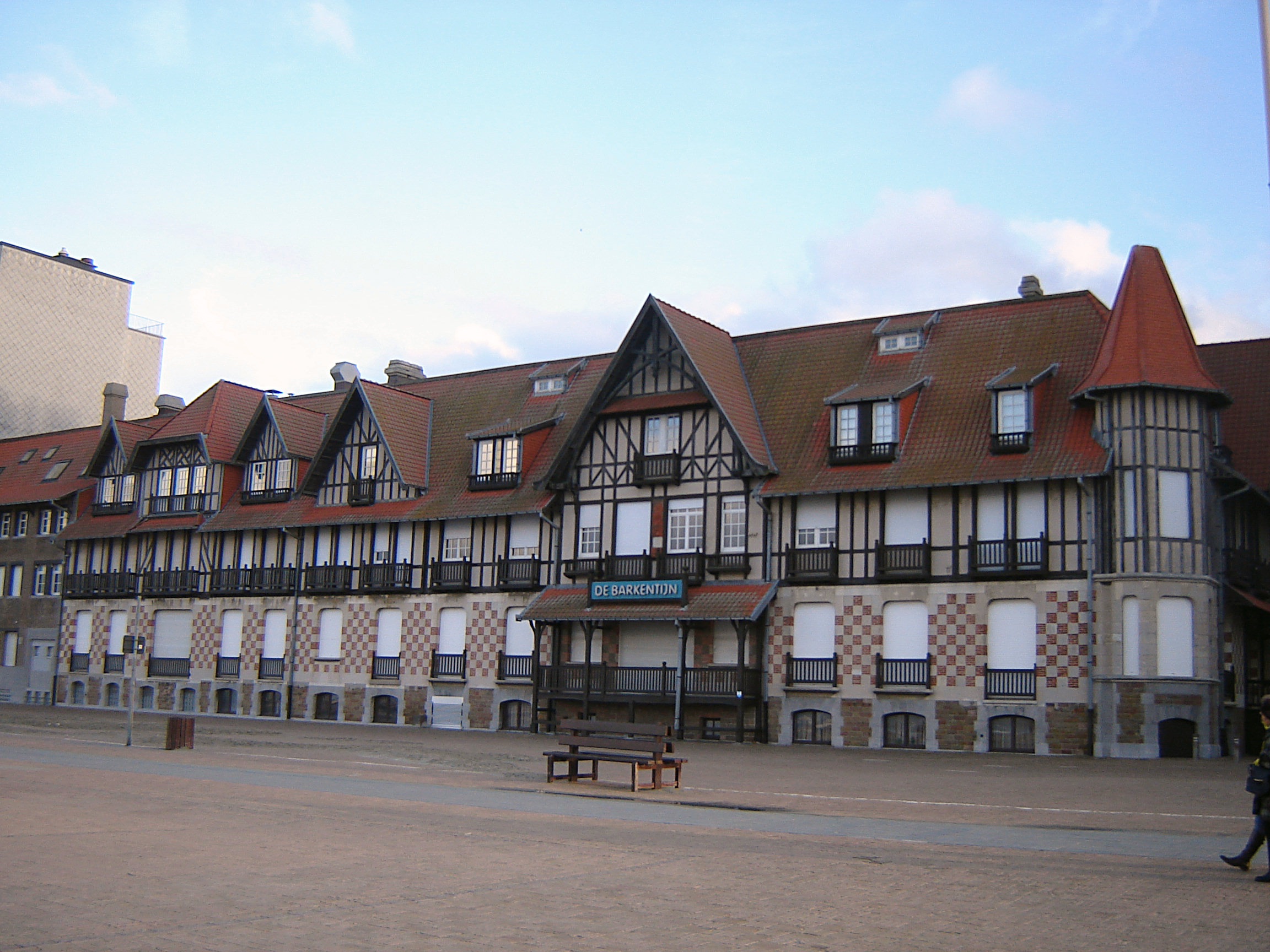
"Villa Crombez", sinds 1949 bekend als vakantiehuis "Kindervreugde", tegenwoordig "De Barkentijn", aan de zeedijk van Nieuwpoort-Bad.
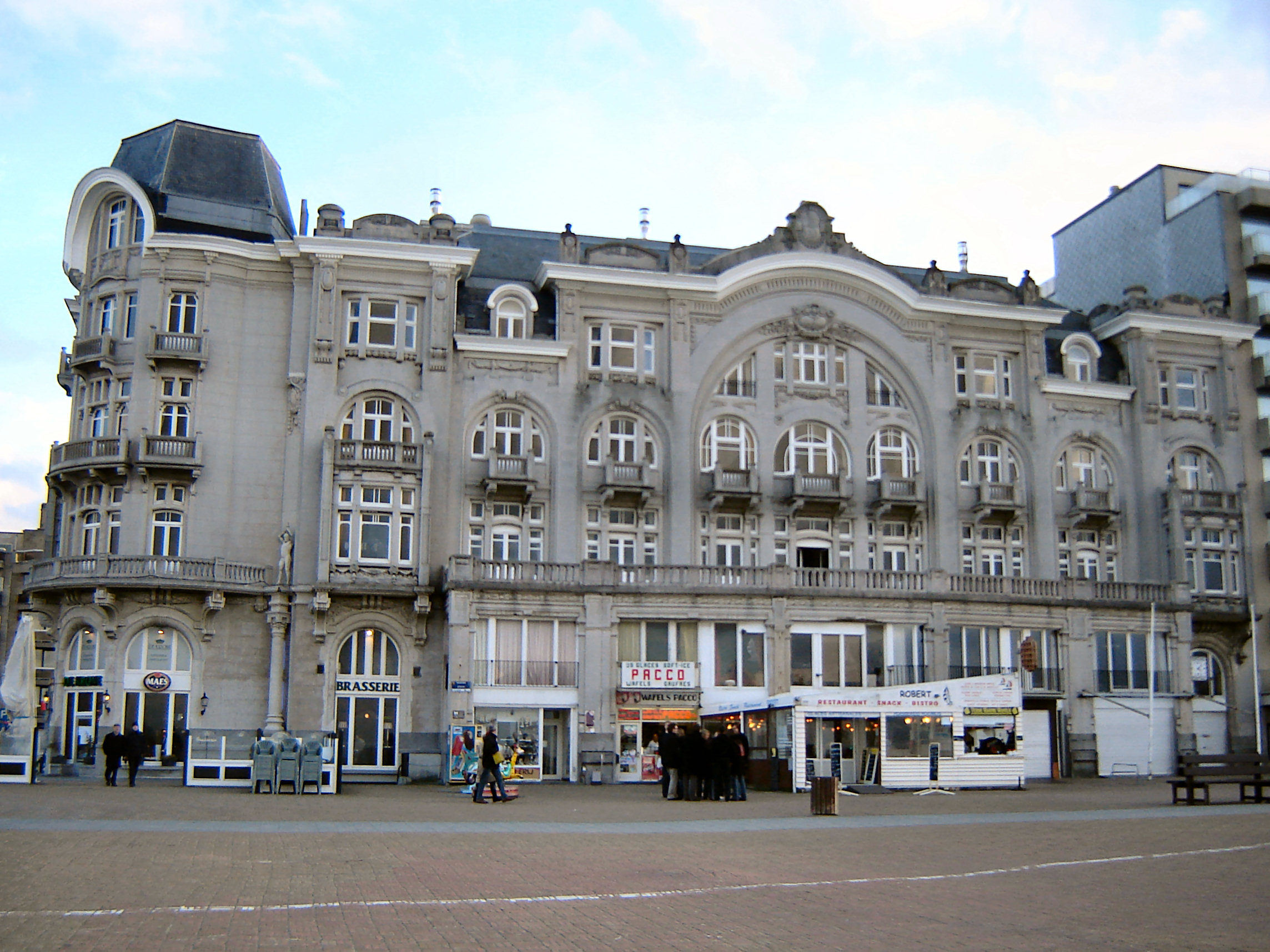
White Residence
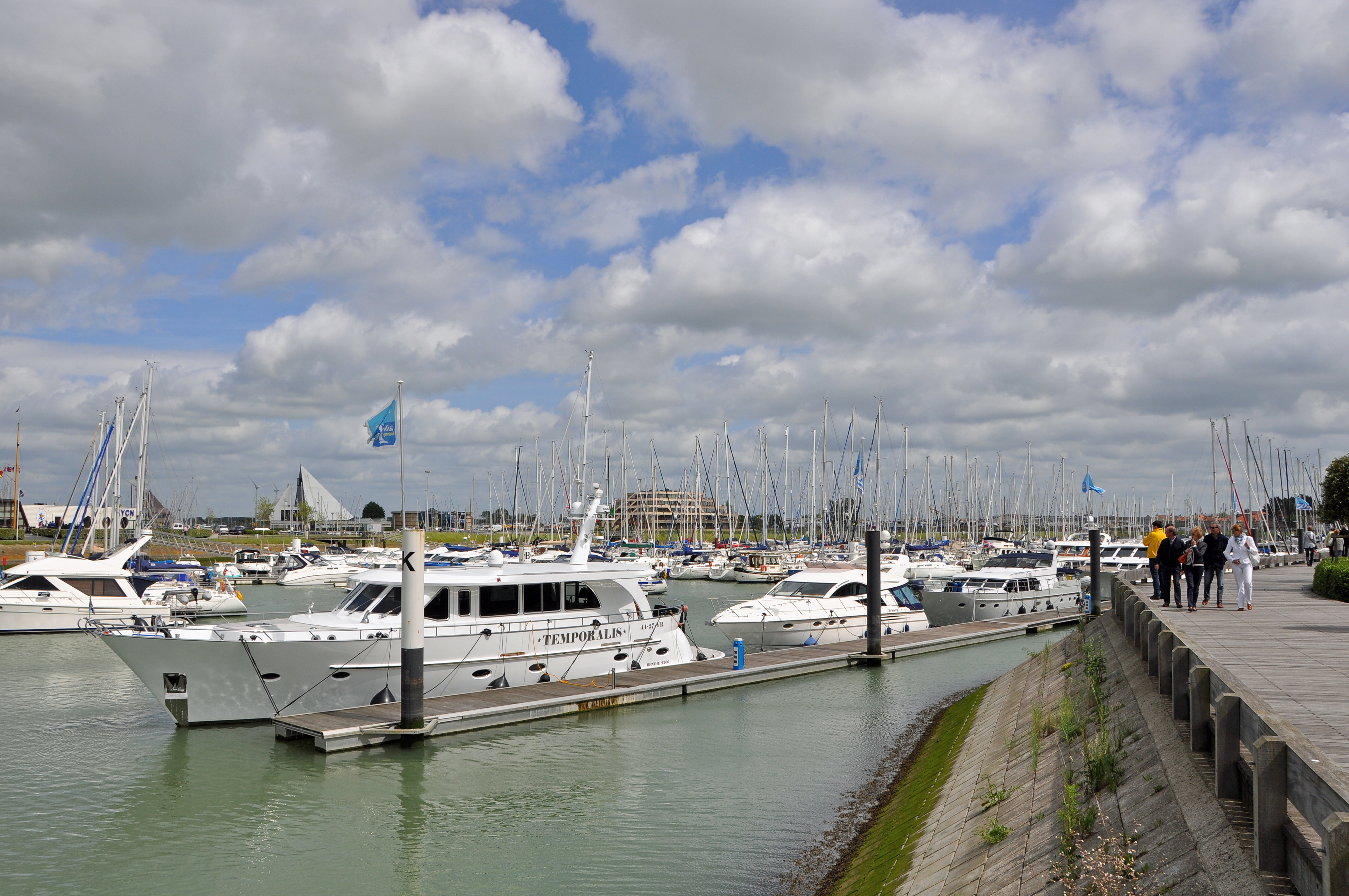
De oude jachthaven
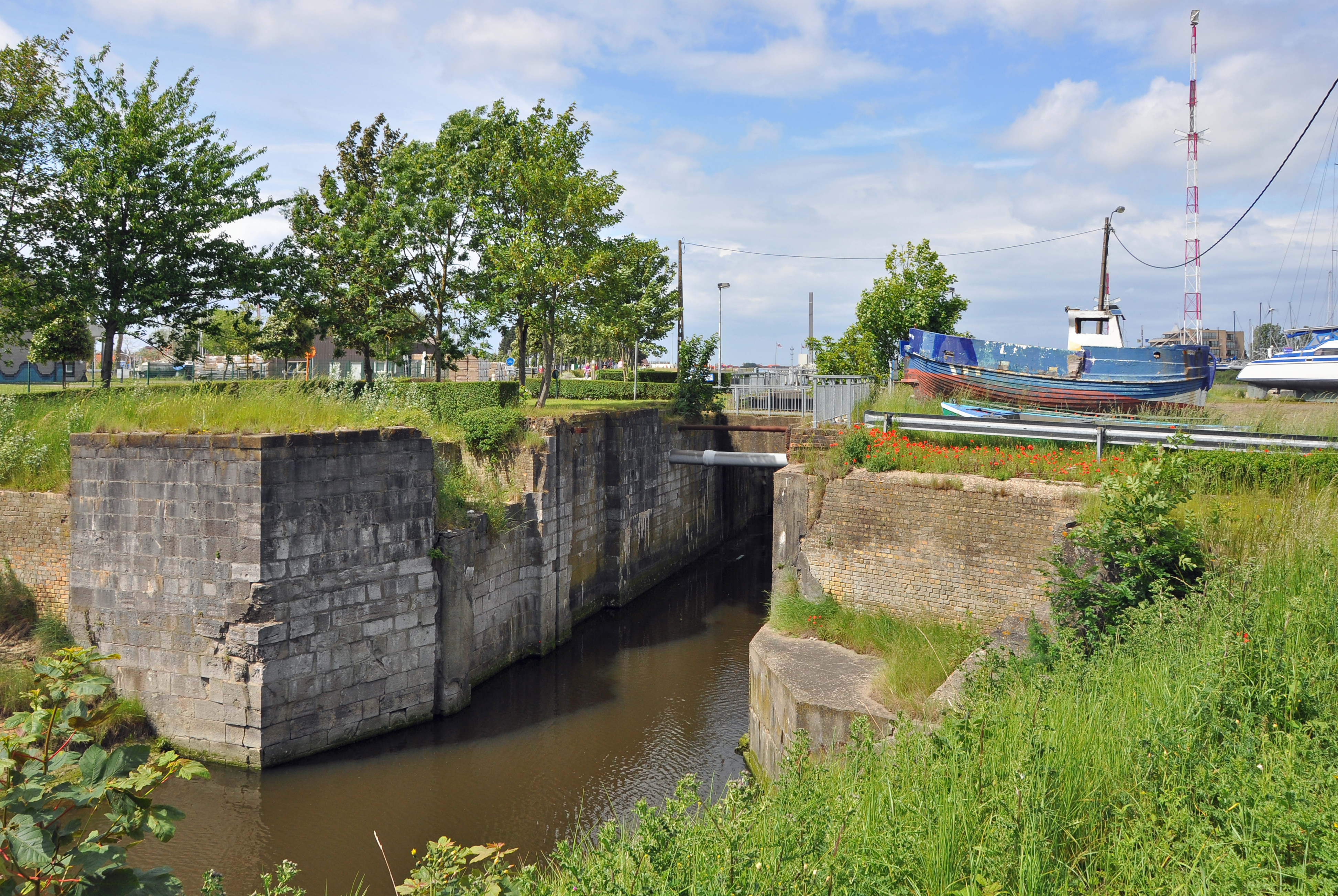
Het Kattesas op de Oude Veurnevaart
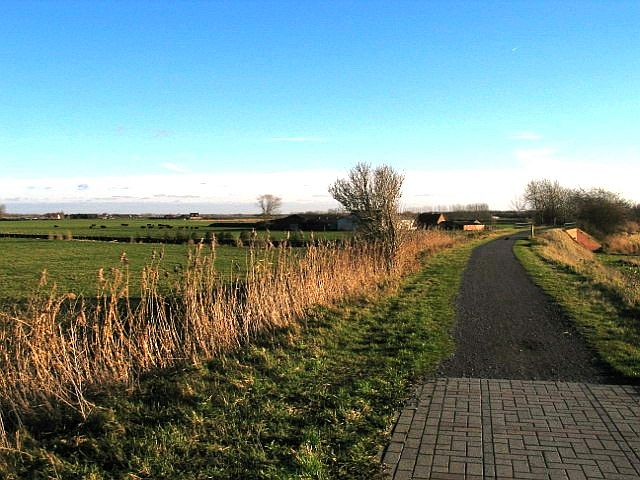
Foto die een gedeelte van het gebied vanaf de vroegere spoorwegbedding (het huidige fietspad op de voorgrond) toont dat in 1914 onder water werd gezet (26 dec 2004)

## Bezienswaardigheden

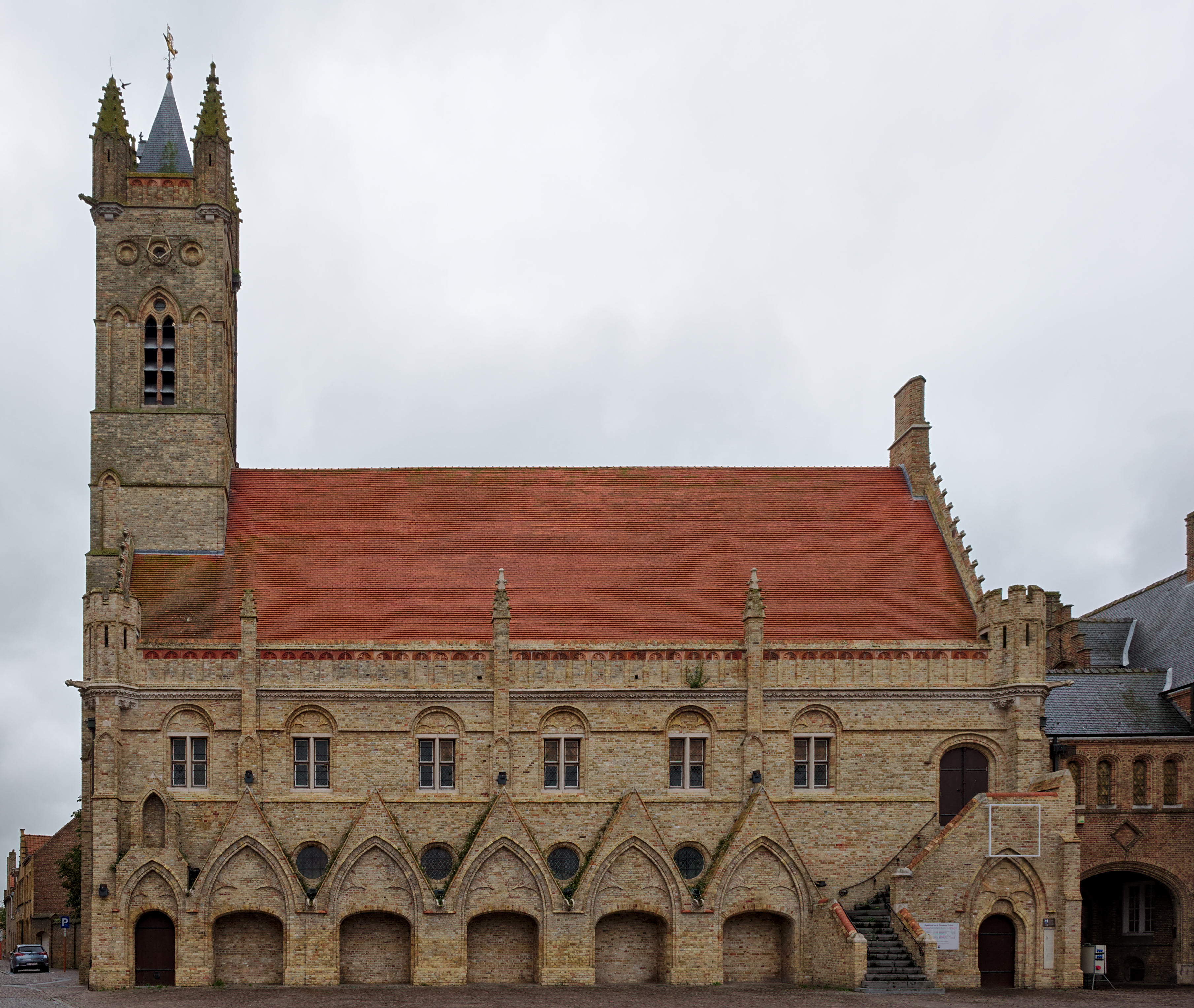
Belfort van Nieuwpoort

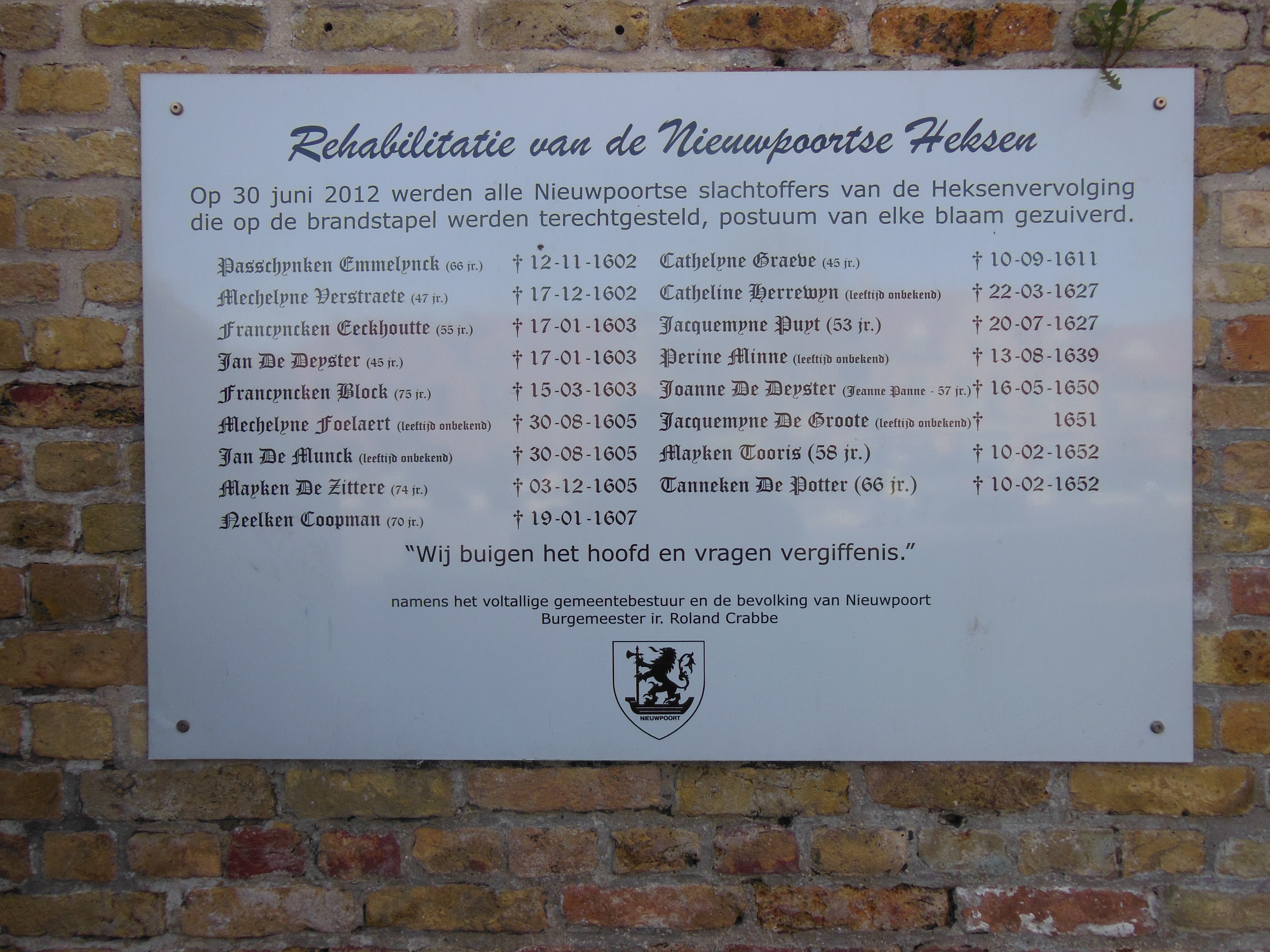
Rehabilitatie van heksen in Nieuwpoort

- Het huidige stadhuis werd in 1922 gebouwd op het Marktplein. Het gebouw is opgetrokken in Vlaamse renaissancestijl. Het oude stadhuis, dat zich oorspronkelijk in de Langestraat bevond, werd verwoest in het begin van de Eerste Wereldoorlog. Boven de ingang staat het wapenschild geflankeerd door een boer en een visser en de oude benaming van de stad Novus Portus. In het gebouw vindt men een rijke verzameling kunstwerken.
- De Onze-Lieve-Vrouwekerk werd eveneens in de jaren 20 heropgebouwd na de Eerste Wereldoorlog, volgens plannen van de oorspronkelijke gotische kerk, met uitzondering van de toren. De bijna losstaande toren werd pas in 1952 gebouwd.
- De Sint-Bernarduskerk te Nieuwpoort-Bad
- De Vuurtoren van Nieuwpoort staat op de rechteroever van de IJzermonding.
- Vismijn: Hier kan er wekelijks, tussen 15 juni en 15 september, deelgenomen worden aan een geleide wandeling die om 9u30 vertrekt bij de Dienst voor Toerisme
- Stadshalle met belfort: het 35 m hoge belfort (op de lijst van het Werelderfgoed van de UNESCO) is opgevat als gedeeltelijke uitbouw van de voorgevel. Het torent uit boven de rechthoekige hal van 14e-eeuwse oorsprong die behoort tot de grensoverschrijdende baksteengotiek. Tijdens de Eerste Wereldoorlog is de toren gedynamiteerd en de halle werd, samen met de hele stad, bijna volledig verwoest. In 1921-1923 zijn het belfort en de halle naar historisch model gereconstrueerd. De bekroning is nu uitgewerkt waardoor het belfort meer aanleunt bij de streekeigen kerktorens. De halle heeft hetzelfde uitzicht als de eerste die vermoedelijk in 1280 werd gebouwd in laatgotische stijl.
- Koning Albert I-monument: dit monument opgetrokken in baksteen houdt de herinnering aan alle slachtoffers van de Eerste Wereldoorlog levend. In het centrum staat een ruiterstandbeeld van de koning. Naast dit monument staat nog een ander monument: het Nieuport Memorial.
- Ganzepoot: het sluizencomplex dat zorgt voor de afwatering van de polders en voor de instandhouding van het waterpeil voor de scheepvaart.
- Het standbeeld van Maurits van Oranje
- Het vredegerecht is gevestigd in het oude stadhuis. Het gebouw werd in 1924 gerestaureerd volgens het renaissance-uitzicht van het begin van de 16de eeuw.
- Het "Clarenhof", het vroegere klooster van de Arme Claren in de Recollettenstraat en Hoogstraat. Vanaf 2019 senioren "Residentie Clarenhof", nieuwbouw in rustieke stijl met gerestaureerde gevels van het voormalig klooster.
- de reus Jan Turpin. Hij is 11,4 m hoog, weegt 700 kg en wordt door 24 personen gedragen. Hij is de grootste gedragen reus van Europa.

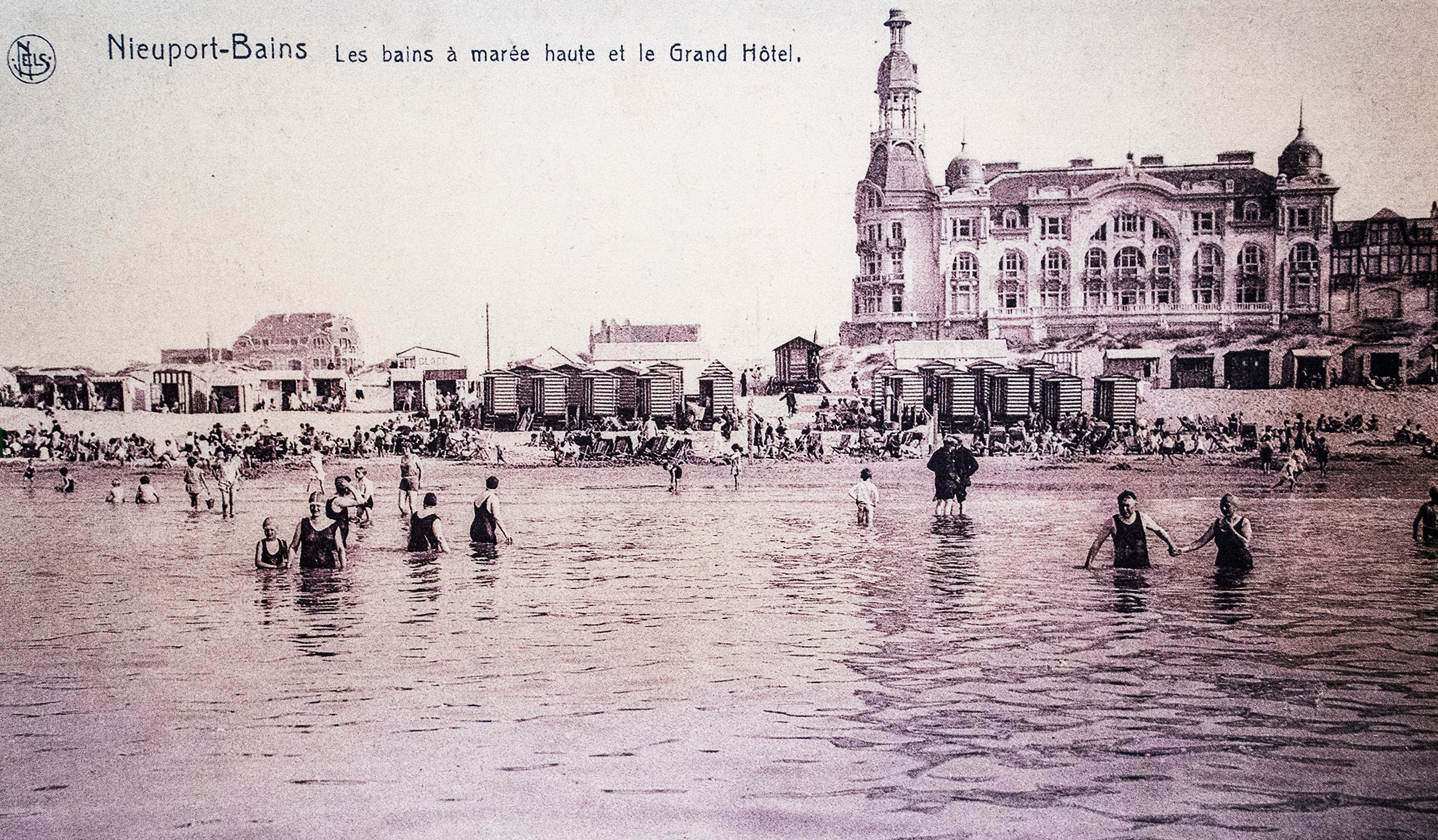
White Residence - Le Grand Hôtel

- White Residence - Le Grand Hôtel De "White Residence", vroeger gekend als "Le Grand Hôtel", is een groot art decogebouw op de zeedijk van Nieuwpoort-Bad. Het dateert uit 1924.
- "Villa Crombez" is een groots hoekhuis op de zeedijk. Dit gebouw werd opgetrokken in 1923. Sinds 1949 stond het bekend als vakantiehuis "Kindervreugde", sinds de 21e eeuw draagt het de naam "De Barkentijn".
- Godin van de wind standbeeld van Antoon Luyckx, beeldt een vrouw uit, turend naar de zee. bij het staketsel.
- Searching for Utopia standbeeld van Jan Fabre. Reuzenschildpad met ruitende piloot (de kunstenaar zelf) mikkend op zee
- Britse militaire begraafplaats Ramscappelle Road Military Cemetery.
- Belgische militaire begraafplaats van Ramskapelle.

## Natuur en landschap
Nieuwpoort ligt aan de monding van de IJzer, de enige grote rivier die in België rechtstreeks in de zee uitmondt. Diverse waterwegen komen bijeen in het sluizencomplex Ganzepoot. Naast de IJzer zijn dat het Kanaal Nieuwpoort-Duinkerke, de Noordvaart, en het Kanaal Plassendale-Nieuwpoort. Nieuwpoort-Bad ligt aan de Noordzeekust. Op de rechteroever is de vroegere marinehaven omgevormd naar natuurgebied IJzermonding, beheerd door het Agentschap Natuur en Bos en zowat 130 hectare groot. Het bevat bijzonder kwetsbare biotopen zoals slikken, schorren, duinen, strand en polders. Het zag er lange tijd niet zo goed uit voor de natuur in dit gebied Van 1993 tot 2003 werden aanzienlijke natuurherstelmaatregelen gerealiseerd voor het gebied.

## Kernen
De oude stadskern bevindt zich op ruim drie kilometer van de kustlijn. Aan de kust is echter een tweede nieuwe toeristische kern ontstaan, Nieuwpoort-Bad. Bebouwing langs de vissershaven en de Albert I Laan verbindt deze delen. Naast Nieuwpoort zelf behoren tot de gemeente nog twee kleine dorpen in de Polders, namelijk Sint-Joris en Ramskapelle.
| # | Naam              | Opp. (km²) | Inwoners (2020) | Inwoners per km² | NIS-code |
| - | ----------------- | ---------- | --------------- | ---------------- | -------- |
| 1 | Nieuwpoort (I)    | 10,49      | 10 747          | 1 025            | 38016A   |
| 2 | Sint-Joris (II)   | 5,54       | 319             | 58               | 38016B   |
| 3 | Ramskapelle (III) | 15,37      | 562             | 37               | 38016C   |

Nieuwpoort, deelgemeenten en buurgemeenten. De gele gebieden zijn bebouwde kernen.

Nieuwpoort zelf ligt aan de kust geklemd tussen de gemeenten Koksijde en Middelkerke (meer bepaald hun respectievelijke kernen Oostduinkerke en Lombardsijde). Door de grote uitgestrektheid van vooral Ramskapelle in het binnenland grenst de hele gemeente Nieuwpoort aan een groot aantal dorpen:
| - a. Lombardsijde (gemeente Middelkerke) - b. Westende (gemeente Middelkerke) - c. Slijpe (gemeente Middelkerke) - d. Mannekensvere (gemeente Middelkerke) - e. Schore (gemeente Middelkerke) |

| - f. Pervijze (stad Diksmuide) - g. Veurne (stad Veurne) - h. Booitshoeke (stad Veurne) - i. Wulpen (gemeente Koksijde) - j. Oostduinkerke (gemeente Koksijde) |

### Rechteroever
Er zijn plannen om een nieuw stadsdeel met daarin een nieuw jachthavendok en 1000 flats te bouwen op rechteroever, aan de overkant van het stadscentrum, op de terreinen van onder andere een zandwinningsbedrijf. Op de pier van de bestaande jachthaven zou ook een woontoren tot 45 meter hoog komen.
In 2019 heeft de Provincie West-Vlaanderen hiervoor het provinciaal RUP (Rechteroever Jachthaven Nieuwpoort) definitief vastgesteld.
Een consortium bestaande uit vastgoedontwikkelaar Caap, baggerbedrijven DEME en De Cloedt (eigenaar van het zandbedrijf op het betreffende industrieterrein) en de naamloze vennootschap ParticipatieMaatschappij Vlaanderen (PMV) zijn betrokken.

## Verkeer & vervoer

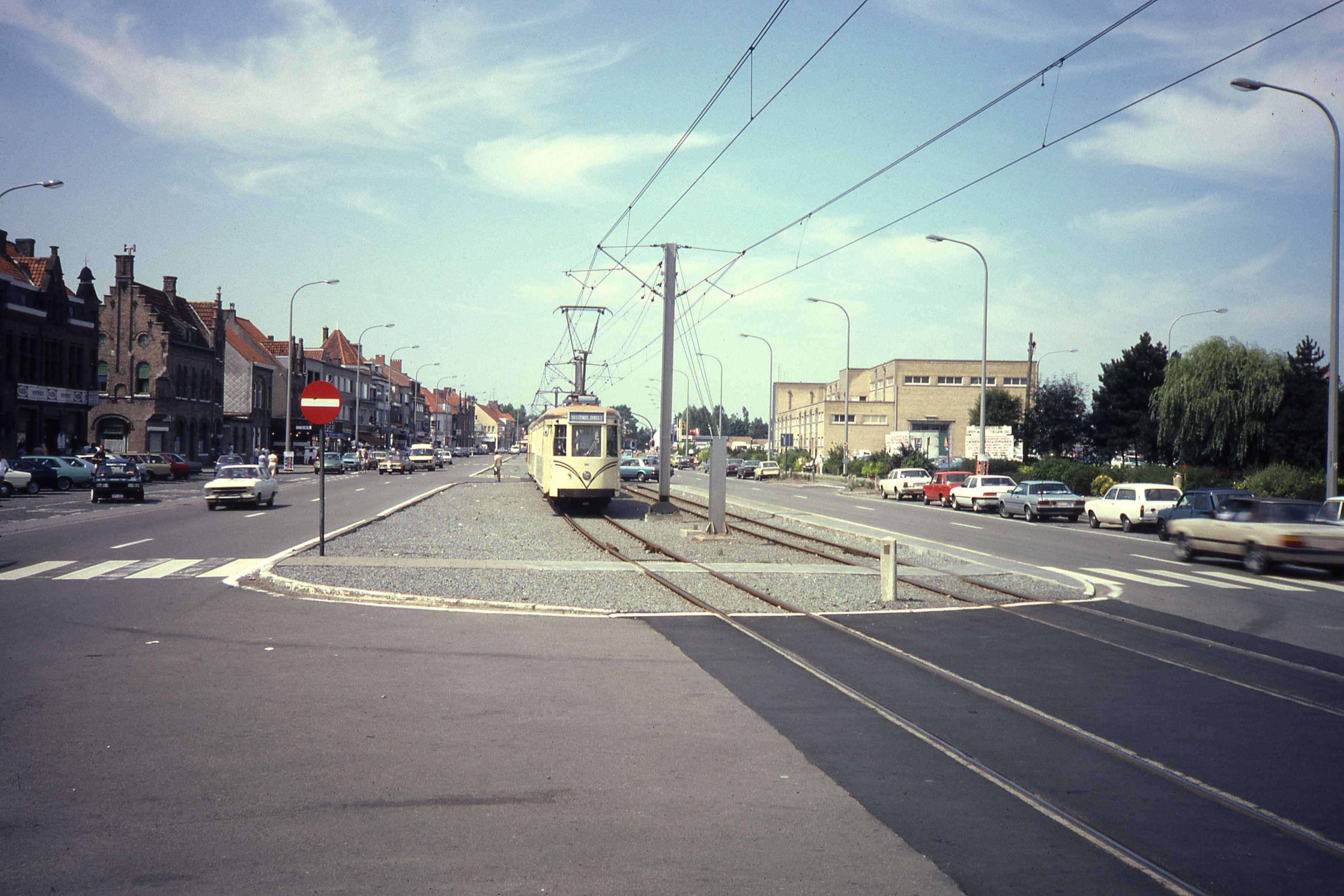
De kusttram in Nieuwpoort-stad, voor 1983.

Via de N355 is Nieuwpoort verbonden met de snelweg A18. In noordoostelijke richting gaat de N318 vanuit Nieuwpoort naar Middelkerke en Oostende. In zuidwestelijke richting is de stad verbonden met Veurne via de N39. Via het water is Nieuwpoort goed te bereiken, de kanalen Nieuwpoort-Duinkerke en Plassendale-Nieuwpoort lopen door de stad. Daarnaast mondt de rivier IJzer hier uit in de Noordzee. Aan de rivier, met open vaarverbinding (via de stormvloedkering) naar de Noordzee, liggen de twee jachthavens van Nieuwpoort. 
Het belangrijkste openbaarvervoermiddel is de Kusttram. Deze langste tramlijn ter wereld verbindt sinds 1929 alle badplaatsen.
Het busvervoer dat de stad verbindt met omliggende steden en dorpen wordt verzorgd door De Lijn. Er is bus 41 naar Diksmuide, en lijn 60 tussen Oostende en Veurne. Deze laatste volgt grotendeels de allereerste stoomtram-route van België, en tot minstens 2003 was het één lijn, onder nummer 769.

## Demografische evolutie

### Demografische evolutie voor de fusie
- Bron:NIS - Opm:1831 t/m 1970=volkstellingen op 31 december; 1976= inwoneraantal per 31 december
- 1949: aanhechting van gebiedsdelen van Lombardsijde, Oostduinkerke, Ramskapelle en Westende (+ 6,06 km² met 1.000 inwoners)
- 1970: inclusief Ramskapelle en Sint-Joris en een gebiedsdeel van Westende (+21,56 km² met 1.031 inwoners) aangehecht op 1 jan. 1971

### Demografische ontwikkeling van de fusiegemeente
Alle historische gegevens hebben betrekking op de huidige gemeente, inclusief deelgemeenten, zoals ontstaan na de fusie van 1 januari 1977.
- Bronnen:NIS, Opm:1831 tot en met 1981=volkstellingen; 1990 en later= inwonertal op 1 januari

| Inwoners van jaar tot jaar op 1 januari 1992 tot heden | Inwoners van jaar tot jaar op 1 januari 1992 tot heden | Inwoners van jaar tot jaar op 1 januari 1992 tot heden |
| jaar                                                   | Aantal                                                 | Evolutie: 1992=index 100                               |
| ------------------------------------------------------ | ------------------------------------------------------ | ------------------------------------------------------ |
| 1992                                                   | 9.718                                                  | 100,0                                                  |
| 1993                                                   | 9.862                                                  | 101,5                                                  |
| 1994                                                   | 9.923                                                  | 102,1                                                  |
| 1995                                                   | 10.060                                                 | 103,5                                                  |
| 1996                                                   | 10.169                                                 | 104,6                                                  |
| 1997                                                   | 10.169                                                 | 104,6                                                  |
| 1998                                                   | 10.232                                                 | 105,3                                                  |
| 1999                                                   | 10.259                                                 | 105,6                                                  |
| 2000                                                   | 10.261                                                 | 105,6                                                  |
| 2001                                                   | 10.332                                                 | 106,3                                                  |
| 2002                                                   | 10.468                                                 | 107,7                                                  |
| 2003                                                   | 10.595                                                 | 109,0                                                  |
| 2004                                                   | 10.649                                                 | 109,6                                                  |
| 2005                                                   | 10.856                                                 | 111,7                                                  |
| 2006                                                   | 10.855                                                 | 111,7                                                  |
| 2007                                                   | 10.940                                                 | 112,6                                                  |
| 2008                                                   | 11.066                                                 | 113,9                                                  |
| 2009                                                   | 11.161                                                 | 114,8                                                  |
| 2010                                                   | 11.267                                                 | 115,9                                                  |
| 2011                                                   | 11.377                                                 | 117,1                                                  |
| 2012                                                   | 11.368                                                 | 117,0                                                  |
| 2013                                                   | 11.487                                                 | 118,2                                                  |
| 2014                                                   | 11.451                                                 | 117,8                                                  |
| 2015                                                   | 11.411                                                 | 117,4                                                  |
| 2016                                                   | 11.379                                                 | 117,1                                                  |
| 2017                                                   | 11.351                                                 | 116,8                                                  |
| 2018                                                   | 11.565                                                 | 119,0                                                  |
| 2019                                                   | 11.621                                                 | 119,6                                                  |
| 2020                                                   | 11.636                                                 | 119,7                                                  |
| 2021                                                   | 11.667                                                 | 120,1                                                  |
| 2022                                                   | 11.488                                                 | 118,2                                                  |
| 2023                                                   | 11.493                                                 | 118,3                                                  |
| 2024                                                   | 11.455                                                 | 117,9                                                  |
| 2025                                                   | 11.399                                                 | 117,3                                                  |

## Politiek

### Structuur
| Nieuwpoort       | Nieuwpoort       | Supranationaal         | Nationaal                         | Nationaal                         | Gemeenschap               | Gewest                    | Provincie                 | Arrondissement            | Provinciedistrict | Kanton          | Gemeente        |
| ---------------- | ---------------- | ---------------------- | --------------------------------- | --------------------------------- | ------------------------- | ------------------------- | ------------------------- | ------------------------- | ----------------- | --------------- | --------------- |
| Administratief   | Niveau           | Europese Unie          | België                            | België                            | Vlaanderen                | Vlaanderen                | West-Vlaanderen           | Veurne                    | Veurne            | Veurne          | Nieuwpoort      |
| Administratief   | Bestuur          | Europese Commissie     | Belgische regering                | Belgische regering                | Vlaamse regering          | Vlaamse regering          | Deputatie                 | Deputatie                 | Deputatie         | Deputatie       | Gemeentebestuur |
| Administratief   | Raad             | Europees Parlement     | Kamer van volksvertegenwoordigers | Kamer van volksvertegenwoordigers | Vlaams Parlement          | Vlaams Parlement          | Provincieraad             | Provincieraad             | Provincieraad     | Provincieraad   | Gemeenteraad    |
| Kiesomschrijving | Kiesomschrijving | Nederlands Kiescollege | Kieskring West-Vlaanderen         | Kieskring West-Vlaanderen         | Kieskring West-Vlaanderen | Kieskring West-Vlaanderen | Kieskring West-Vlaanderen | Oostende-Veurne-Diksmuide | Veurne-Diksmuide  | NIeuwpoort      | Nieuwpoort      |
| Verkiezing       | Verkiezing       | Europese               | Federale                          | Federale                          | Vlaamse                   | Vlaamse                   | Provincieraads-           | Provincieraads-           | Provincieraads-   | Provincieraads- | Gemeenteraads-  |

### Burgemeesters
- ca. 1479: Jacob Meegoet
- ca. 1479: Jean Turpin
- 18e eeuw: Carel de Vleeschauwer
- 18e eeuw: Jean-Baptiste Stauffenbergh
- 18e eeuw: Charles Coppieters (1733-1792)
- 1830-1837: Franciscus Ludovicus Carolus De Brauwere
- 1837-1838: Basilius Modestus Dekeuwer
- 1838-1854: Henri August Vanderbeke
- 1854-1864: Pierre Jacques Lefèvre
- 1864-1869: Ludovicus Joannes Antonius Meynne
- 1869-1871: Franciscus Norbertus Van Baeckel
- 1872-1884: Frans Ignatius Van Cuyck
- 1884-1909: Willem De Roo
- 1909-1920: Jean Antoine Snauwaert
- 1920-1927: Thomas Van Iseghem
- 1927-1933: Jules Huyghebaert
- 1933-1939: Egide Deeren
- 1939-1943: Andre Vandamme
- 1943: Josephus Julianus Hoedt
- 1944-1947: Andre Vandamme
- 1946: Edward Symoens (waarnemend)
- 1947-1970: Floribert Gheeraert
- 1971-1995: Georges Mommerency
- 1995-2016: Roland Crabbe
- 2016-2024: Geert Vanden Broucke
- 2024-heden: Kris Vandecasteele

### Resultaten gemeenteraadsverkiezingen sinds 1976
| Partij               | Partij                       | 10-10-1976 | 10-10-1976 | 10-10-1982 | 10-10-1982 | 9-10-1988 | 9-10-1988 | 9-10-1994 | 9-10-1994 | 8-10-2000 | 8-10-2000 | 8-10-2006 | 8-10-2006 | 14-10-2012 | 14-10-2012 | 14-10-2018 | 14-10-2018 | 13-10-2024 | 13-10-2024 |
| Stemmen / Zetels     | Stemmen / Zetels             | %          | 19         | %          | 19         | %         | 19        | %         | 21        | %         | 21        | %         | 21        | %          | 21         | %          | 21         | %          | 21         |
| -------------------- | ---------------------------- | ---------- | ---------- | ---------- | ---------- | --------- | --------- | --------- | --------- | --------- | --------- | --------- | --------- | ---------- | ---------- | ---------- | ---------- | ---------- | ---------- |
|                      | Agalev                       | -          |            | 4,35       | 0          | 4,46      | 0         | 4,15      | 0         | 3,26      | 0         | -         |           | -          |            | -          |            | -          |            |
|                      | SP1/ sp.a2/ PRO Nieuwpoort3  | 51,01      | 11         | 45,41      | 10         | 43,171    | 9         | 17,221    | 4         | 14,31     | 3         | 18,652    | 4         | 15,972     | 3          | 16,93      | 3          | 27,13      | 6          |
|                      | CVP1/ CD&V2                  | 28,821     | 6          | 27,711     | 6          | 36,441    | 8         | 35,621    | 10        | 47,331    | 12        | 55,992    | 14        | 61,62      | 15         | 60,32      | 15         | 44,52      | 11         |
|                      | PVV1/ VLD2/ Open Vld3        | 10,941     | 1          | 12,591     | 2          | 15,931    | 2         | 8,612     | 1         | 15,12     | 3         | 10,952    | 2         | 4,973      | 0          | 2,43       | 0          | -          |            |
|                      | LDD1 / Gezond Verstand2      | -          |            | -          |            | -         |           | -         |           | -         |           | -         |           | 2,781      | 0          | -          |            | 19,12      | 4          |
|                      | N-VA                         | -          |            | -          |            | -         |           | -         |           | -         |           | -         |           | 14,69      | 3          | 12,5       | 2          | -          |            |
|                      | Vlaams Blok1/ Vlaams Belang2 | -          |            | -          |            | -         |           | -         |           | 5,271     | 0         | 10,762    | 1         | -          |            | 7,92       | 1          | 6,92       | 0          |
|                      | INZET                        | -          |            | -          |            | -         |           | -         |           | 14,74     | 3         | -         |           | -          |            | -          |            | -          |            |
|                      | NPTMM                        | -          |            | -          |            | -         |           | 25,87     | 6         | -         |           | -         |           | -          |            | -          |            | -          |            |
|                      | NW                           | 9,24       | 1          | 8,78       | 1          | -         |           | 3         | 0         | -         |           | -         |           | -          |            | -          |            | -          |            |
| Anderen(*)           | Anderen(*)                   | -          |            | 1,17       | 0          | -         |           | 5,54      | 0         | -         |           | 3,64      | 0         | -          |            | -          |            | 2,4        | 0          |
| Totaal stemmen       | Totaal stemmen               | 5609       | 5609       | 6029       | 6029       | 6635      | 6635      | 7070      | 7070      | 7358      | 7358      | 7989      | 7989      | 8286       | 8286       | 8823       | 8823       | 5906       | 5906       |
| Opkomst %            | Opkomst %                    |            |            |            |            | 93,12     | 93,12     | 91,77     | 91,77     | 91,11     | 91,11     |           |           | 90,55      | 90,55      | 90,7       | 90,7       | 62,1       | 62,1       |
| Blanco en ongeldig % | Blanco en ongeldig %         | 3,17       | 3,17       | 4,64       | 4,64       | 4,63      | 4,63      | 5,21      | 5,21      | 5,04      | 5,04      | 1,14      | 1,14      | 3,94       | 3,94       | 4,6        | 4,6        | 1,8        | 1,8        |

De zetels van de gevormde meerderheid staan vetjes afgedrukt. De grootste partij is in kleur.

De rode cijfers naast de gegevens duiden aan onder welke naam de partijen telkens bij een verkiezing opkwamen.

(*) 1982: RAD (1,17%) / 1994: GNB (5,54%) / 2006: Idee 2006 (3,64%) / 2024: Samen vr Democratie (2,4%)

## Partnersteden
- Nieuwpoort (Nederland)
- Rodgau (Duitsland), sinds 1975
- Durbuy, (België)

## Geboren in Nieuwpoort
- Alphonse Antonio de Sarasa (1618-1667), wiskundige en jezuïet
- Frans De Jaegher (1785-1852), toneelschrijver
- Lodewijk (Louis) Roelandt (1786-1864), architect
- Pieter Braecke, voluit Petrus Joannes Braecke (1858), beeldhouwer[18][19]
- Hendrik Geeraert (1863-1924), realiseerde de inundatie in oktober 1914
- Alberic Deswarte (1875-1928), senator en advocaat
- Mark Braet (1925-2003), politicus, dichter en redacteur
- Roland Beyen (1935), romanist, specialist van het oeuvre van Michel de Ghelderode
- Johan Beerlandt (1948), ondernemer (BESIX)
- Jean-Marie Dedecker (1952), politicus (LDD) en judocoach
- Alain Desaever (1952-2014), wielrenner
- Jan Simoen (1953), oud-voetballer
- Luc Zeebroek alias Kamagurka (1956), cartoonist en humorist
- Dixie Dansercoer (1962-2021), poolverkenner en atleet
- Tonny Osaer (1965), componist, muziekpedagoog, dirigent en gitarist
- Wim Willaert (1967), acteur, muzikant en toneelregisseur
- Mieke Dobbels (1978), actrice, auteur van kinderboeken, toneelmaakster, en regisseur.

## Nabijgelegen kernen
Nieuwpoort-Bad, Oostduinkerke, Wulpen, Ramskapelle, Sint-Joris, Lombardsijde